# Pilea pennellii
Pilea pennellii är en nässelväxtart som beskrevs av Ellsworth Paine Killip. Pilea pennellii ingår i släktet pileor, och familjen nässelväxter. Inga underarter finns listade i Catalogue of Life.